# Cristiano Nogueira Araújo
Cristiano Nogueira Araújo (Brasília, 11 de maio de 1983) é um empresário e político brasileiro, filiado ao Movimento Democrático Brasileiro. Integrou a Câmara Legislativa do Distrito Federal durante três mandatos consecutivos, de 2007 a 2019, atualmente é o Secretário Estadual de Turismo do Distrito Federal.

## Biografia
Graduado em administração, Araújo trabalhou como empresário nas empresas de sua família. Em 2017, foi declarado insolvente pela Justiça, com uma dívida de quase R$ 1,5 milhão.
Na eleição de 2006, Araújo foi eleito deputado distrital pelo Partido Trabalhista Brasileiro (PTB) com 26.266 votos, correspondentes a 1,98% dos votos válidos. Foi a segunda maior votação para o cargo naquela eleição, superado apenas pelo deputado Paulo Tadeu.
Empossado para a quinta legislatura em janeiro de 2007, Araújo presidiu a Comissão de Economia, Orçamento e Finanças naquele ano. Em 2010, teve o registro de sua candidatura à reeleição negado pelo Tribunal Regional Eleitoral, com base na Lei da Ficha Limpa. Anteriormente, foi condenado pelo TRE por coagir e ameaçar funcionários de empresas da família a votarem nele. Após o Tribunal Superior Eleitoral liberar o registro, foi reeleito em outubro com 17.047 votos, ou 1,21%.
Em 2017, Araújo foi condenado em primeira instância à perda do mandato parlamentar por improbidade administrativa e nepotismo, em virtude de ter nomeado parentes para seu gabinete. No mesmo ano, entretanto, foi inocentado da acusação pelo Tribunal de Justiça do Distrito Federal e dos Territórios.
Araújo migrou para o Partido Social Democrático (PSD) e pela agremiação disputou a reeleição em 2018. Com 8.676 votos (0,59%), não foi eleito.
Em 2019, Araújo foi condenado por improbidade administrativa em investigação relacionada a um esquema de fraude identificada na Fundação de Apoio à Pesquisa do Distrito Federal. A condenação também previa a suspensão de seus direitos políticos por quatro anos.
Após o término de seu mandato parlamentar, Araújo foi designado em janeiro de 2019 pelo governador Ibaneis Rocha para a diretoria de administração da Companhia do Metropolitano do Distrito Federal (Metrô). A nomeação exigia o aval dos deputados distritais. Na época, era réu na Operação Drácon e sua escolha causou polêmica. Poucos dias depois, desistiu do cargo, afirmando: "Não estava valendo a pena para mim o desgaste."
Em 2020, Araújo foi denunciado ao Supremo Tribunal Federal pela Procuradoria-geral da República sob a acusação de desviar parcialmente salários de seus funcionários comissionados.
Após migrar para o Movimento Democrático Brasileiro (MDB) em 2022, Araújo lançou sua candidatura a deputado distrital na eleição de 2022. Com 15.897 votos, não foi eleito. Foi nomeado pelo governador reeleito Ibaneis Rocha para assumir a Secretária de Turismo do Distrito Federal.